# Ensemble statistique

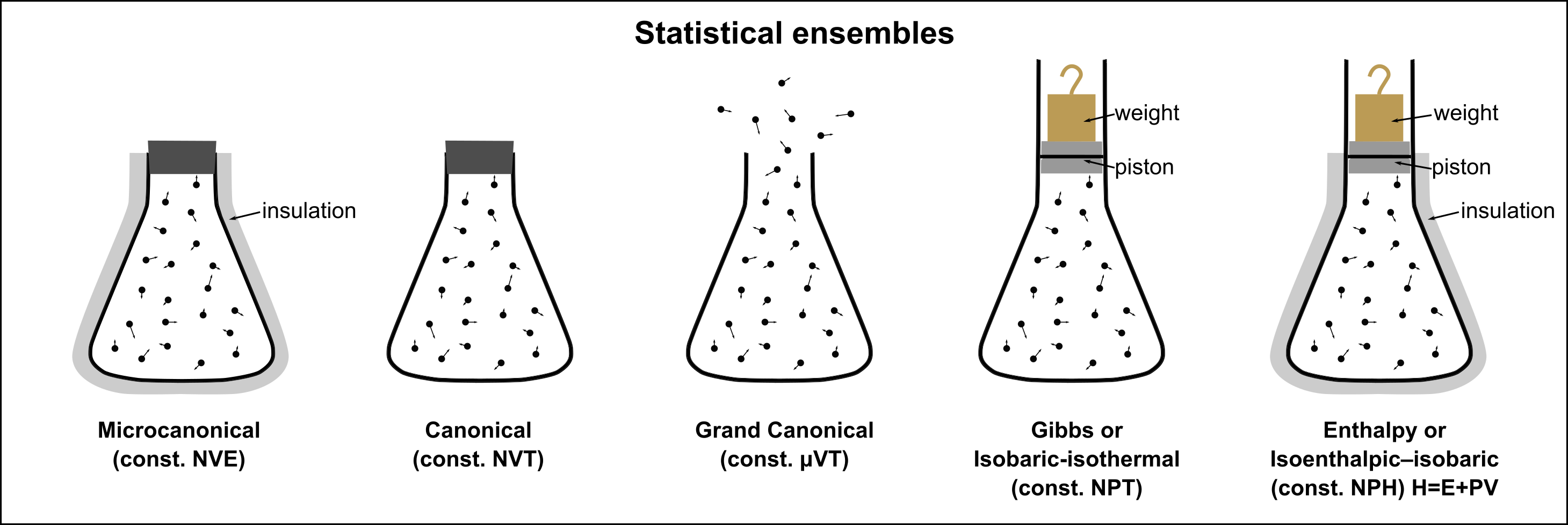
représentation visuelle de cinq ensembles statistiques..

En physique statistique, un ensemble statistique est une abstraction qui consiste à considérer une collection de copies virtuelles (ou répliques) d'un système physique dans l'ensemble des états accessibles où il est susceptible de se trouver, compte tenu des contraintes extérieures qui lui sont imposées, telles le volume, le nombre de particules, l'énergie et la température. Cette notion, introduite par le physicien américain Josiah Willard Gibbs en 1902, est un concept central de la physique statistique.
En effet l'état microscopique d'un système physique fluctue en général au cours du temps, même si celui-ci est à l'équilibre. Sauf pour des systèmes très simples il est impossible de connaître exactement à tout instant ces fluctuations, ne serait ce qu'en raison du très grand nombre de degrés de liberté microscopiques du système. Or les grandeurs physiques, telles l'énergie, la pression et la densité, résultent en principe de l'évaluation de moyennes temporelles qu'il est pratiquement impossible de calculer directement. Plutôt qu'un système unique il est donc préférable de considérer une collection de répliques de celui-ci, soumises aux mêmes contraintes extérieures que celles qui lui sont imposées, telles le volume, l'énergie, le nombre de particules et la température. Au sein de l'ensemble de ces répliques, le système ne se trouve pas nécessairement dans des micro-états identiques, bien que ceux-ci doivent être compatibles avec les contraintes extérieures (états accessibles).
À un instant donné, il est possible de dénombrer les {\displaystyle {\mathcal {N}}_{\ell }} répliques qui au sein des {\displaystyle {\mathcal {N}}} constituant l'ensemble sont dans un micro-état donné, noté {\displaystyle (\ell )}. À la limite où {\displaystyle {\mathcal {N}}} devient très élevé, la fréquence {\displaystyle {\frac {{\mathcal {N}}_{\ell }}{\mathcal {N}}}} tend vers la probabilité {\displaystyle P_{\ell }} de trouver le système dans ce micro-état au sein de l'ensemble. À l'équilibre, cette probabilité sera indépendante du temps.
La détermination de la distribution de probabilité {\displaystyle P_{\ell }} des micro-états du système au sein de cet ensemble permet alors de calculer une grandeur physique donnée f comme une moyenne d'ensemble
la sommation portant sur tous les micro-états {\displaystyle (\ell )} accessibles du système, pour lesquels la grandeur considérée prend la valeur {\displaystyle f_{\ell }}.
L'hypothèse ergodique assure la correspondance entre ces valeurs moyennes d'ensemble et les moyennes temporelles envisagées dans le cas d'un système unique. Cette substitution des moyennes d'ensemble aux moyennes temporelles est à la base de la physique statistique.

## Cas particuliers d'ensembles statistiques
Trois situations particulières pour un système donné sont généralement envisagées en physique statistique, et correspondent aux trois ensembles statistiques suivants :
- l'ensemble microcanonique : il est défini dans le cas d'un système isolé thermodynamiquement, c'est-à-dire qui ne peut échanger ni énergie, ni particules avec l'extérieur. Pour un tel système, le volume V, l'énergie totale E et le nombre de particules N sont des paramètres extérieurs, de valeurs fixées aux incertitudes δV, δE et δN près. À l'équilibre, les Ω états accessibles du système sont équiprobables : ceci maximise l'entropie S du système. La distribution de probabilité est donc

et l'entropie du système est donnée par {\displaystyle S=k_{B}\ln {\Omega }}, {\displaystyle k_{B}} étant la constante de Boltzmann (en J.K−1) ;
- l'ensemble canonique : dans ce cas le système considéré est supposé en contact avec un système beaucoup plus important, appelé réservoir avec qui il peut échanger librement de l'énergie mais pas de particules ni de volume (contact purement thermique), ces échanges étant considérés comme ne modifiant pas de façon appréciable l'état du réservoir. En pratique, le réservoir impose sa température T au système et devient une contrainte extérieure au même titre que le volume V et le nombre de particules N [6], l'énergie E pouvant librement fluctuer[7]. La distribution de probabilité prend la forme

{\displaystyle E_{\ell }} étant l'énergie du micro-état {\displaystyle (\ell )}, et
la fonction de partition du système, avec {\displaystyle \beta ={\tfrac {1}{k_{B}T}}} ;
- l'ensemble grand-canonique : dans cette situation, le système peut non seulement échanger de l'énergie mais également des particules avec le réservoir, le volume V étant fixe. En pratique, non seulement le réservoir impose sa température T, mais également son potentiel chimique {\displaystyle \mu } au système. La distribution de probabilité prend la forme

{\displaystyle N_{\ell }} étant le nombre de particule du système dans le micro-état {\displaystyle (\ell )} et
la grande fonction de partition du système.
De façon moins courante, il est possible de considérer l'ensemble dit « T-p », dans lequel le système est en contact avec un réservoir d'énergie mais aussi de volume, qui lui impose sa pression p en plus de sa température.